# Mészáros Ignác
Bodó-baári és nagy-lucsei Mészáros Ignác (Bodó-Baár (Csallóköz), Pozsony vármegye, 1729. január 27. – Buda, 1800. november 21.) érseki titkár, író, az első magyar regény szerzője (Buda várának vissza vételekor a keresztények fogságába esett egy Kártigám nevű török kis-asszonynak ritka és emlékezetes történeti).

## Élete
Középiskoláit Pozsonyban és Győrött járta s jogi tanulmányokat végzett Bécsben. Később a gróf Batthyány-család kegyes alapítványainak kezelője, majd Batthyány József gróf kalocsai érsek titkára volt. 1778-tól az irodalomnak élt Budán.

## Munkái
- Buda várának visszavételekor a keresztyének fogságába esett egy Kartigan nevű török kisasszonynak ritka és emlékezetes történeti, mellyeket némely különös feljegyzésekből magyar nyelvbe foglalta. Pozsony, 1772. (Kolozsvár, 1778., 2. kiadá. Uo. és Kassán, 1780. egy részmetszettel, REAL-R 3. k. Pozsony, 1795., Buda, 1813., 5. kiadás Bpest, 1880. Olcsó-Könyvtár 93. Bevezetéssel és jegyzetekkel Heinrich Gusztávtól, a ki kimutatja, hogy a regény Menander német munkájából van fordítva és hogy a magyar szerző mit változtatott az eredetin. Ism. a debreczeni r. kath. főgymnasium Értesítője 1877. Dengi János, Egyet. Philol. Közlöny 1879. 42. l. s P. Napló 1880. 101. sz. Kartigam a franczia hősi regénynek képviselője s egyszersmind a magyar irodalom első regénye; rendkívül szerették, kivált a nők és az ifjúság, részint meséjeért, részint betétdalaiért. Tótra lefordította Semian Mihály. Pozsony, 1890.).
- Montier asszonynak a maga leányával el-férjezett *** mark-grófnéval közlött tanuságos igen jeles és mindenféle úri rendnek nemes mulatására nagyon alkalmatos levelei. Németből magyarázta Pest, 1793. (Ism. Egyet. Philol. Közlöny 1879. 46. l. Kézirata, censurai példány, Pozsony, 1779. decz. 22. a budapesti egyetemi könyvtárban).
- Minden esetekre elkészült magyar szekretárius, ki örvendetes és szomorú, bajos és peres, s különb-különb más környül-állásokban és alkalmokban naponkint előkerülő levelek írására némely el-készittetett példákat közönségessé tészen. Uo. 1793. (Ism. Egyet. Philol. Közlöny 1879. 50. l.).

Kézirata a Magyar Nemzeti Múzeumban két ívrét kötet. (I. Három napkeleti történetek, némely régi töredékekből és versszerzőknek hagyományaiból egybeszedvén, magyar nyelven kibocsátott; a három történet címei a következők: A megbosszúllott Osiris, A szeretetnek temploma avagy Zelitis és Zophire, A szeretetnek győzedelme avagy Arsanes és Sófia, II. Astriane avagy a hív szeretetnek tüköre, a régiségek sötétségéből és több nevezetes írók feljegyzéseiből, befejezetlen novella.)